# Harpacticus furcatus
Harpacticus furcatus är en kräftdjursart som beskrevs av Lang 1936. Harpacticus furcatus ingår i släktet Harpacticus och familjen Harpacticidae.

## Underarter
Arten delas in i följande underarter:
- H. f. furcatus
- H. f. patagonicus